# 고릴라 캐스트
《고릴라 캐스트》는 SBS에서 서비스하고 있는 팟캐스트 프로그램들을 재방송해주는 형식으로 SBS 파워FM에서 방송된 라디오 프로그램이다. 2016년 3월 27일 자로 4개월만에 폐지되었다.

## 편성 상 특징
SBS 파워FM의 정규방송 편성 기준은 매일 새벽 4시 55분부터 5시까지 방송하는 여기는 SBS 파워FM을 기점으로 나뉘나, 이 프로그램의 편성 시간은 매일 새벽 4시부터 6시까지로 규정되어 있어, 일일 정규방송의 기점을 걸쳐서 방송하게 된다.

## 요일별 방송 프로그램
- 월요일 - 김영욱의 피아노홀릭
- 화요일 - 골룸 : 골라듣는 뉴스룸
- 수요일 - 어떤 교집합
- 목요일 - 배성재의 주말 유나이티드
- 금요일 - 송은이, 김숙의 언니네 라디오
- 토요일 - 황교익, 강헌의 맛있는 라디오
- 일요일 - 컬투쇼 하이라이트

## 동시간대 지역 프로그램
다음 지역민방 프로그램은 4시-6시 사이에 방송된다. 단 TBC Dream FM, kbc My FM, TJB POWER FM, JTV MAGIC FM, JIBS New Power FM은 고릴라 캐스트 대신 자체프로그램을 내보낸다. 그러나 KNN 라디오는 동시간대 유일하게 고릴라 캐스트를 자체편성없이 내보내는데 G1 Fresh FM, CJB JOY FM는 4시 ~ 4시 55분까지의 방송분, ubc Green FM은 5시 ~ 6시까지의 방송분을 내보낸다.
| 프로그램                                           | 지역                               | 방송국            | 진행자        |
| -------------------------------------------------- | ---------------------------------- | ----------------- | ------------- |
| 별이 내리는 뜨락 (04:00~04:55)                     | 대구광역시·경상북도                | TBC Dream FM      | 김대진        |
| 김도휘의 가요퍼레이드(05:00~06:00)                 | 대구광역시·경상북도                | TBC Dream FM      | 김도휘        |
| 뮤직에세이                                         | 대전광역시·세종특별자치시·충청남도 | TJB POWER FM      | 이은지        |
| 새벽을 여는 친구 최지현입니다(05:00~06:00)         | 충청북도                           | CJB JOY FM        | 최지현        |
| My FM 사운드 오브 뮤직(03:00~06:00)                | 광주광역시·전라남도                | kbc My FM         | 구희선 (연출) |
| 이산하의 잠 못 드는밤 그대는(03:00~05:00)          | 울산광역시                         | ubc Green FM      | 이산하        |
| 논스톱 음악산책(월~토 04:00~06:00, 일 04:00~04:55) | 전라북도                           | JTV MAGIC FM      | 황윤택 (연출) |
| 신명! 우리가락속으로(일 05:00~06:00)               | 전라북도                           | JTV MAGIC FM      | 이항윤        |
| 홍주연의 행복한 아침(05:00~06:00)                  | 강원도                             | G1 Fresh FM       | 홍주연        |
| 행복한 아침(03:00~06:00)                           | 제주특별자치도                     | JIBS New Power FM |               |

## 비고
매달 마지막 주 화요일은 관악산 송신소의 방송장비 점검과 더 나은 방송수신을 위해 새벽 2시부터 아침 5시까지 계획정파를 실시하므로 매일 오전 4시부터 4시 55분까지의 분량은 방송되지 않는다. (FM zine 2부, 애프터 클럽, 고릴라 캐스트)
 따라서 이 날 한정으로 5시부터 6시까지 방송된다.